# Velký Luh
Velký Luh (deutsch Großloh) ist eine Gemeinde im Karlovarský kraj in Tschechien.

## Geographie

### Geographische Lage
Velký Luh liegt im äußersten Nordwesten der Tschechischen Republik im Okres Cheb, neun Kilometer nordöstlich von Františkovy Lázně am Südhang des Elstergebirges.

### Nachbarorte
|                    | Plesná (Fleißen)                            |                        |
|                    | Kompassrose, die auf Nachbargemeinden zeigt |                        |
| Skalná (Wildstein) |                                             | Křižovatka (Klinghart) |

## Geschichte
Der Ort Großloh wurde 1726 gegründet. Die Schule war in Klinghart. Großloh gehörte ab der Mitte des 19. Jahrhunderts zum Gerichtsbezirk Wildstein bzw. Bezirk Eger. 1900 entstand die Lokalbahn Tirschnitz–Wildstein–Schönbach; Großloh erhielt einen Bahnhof. Zwischen Großloh und Schnecken lag seit 1895 der jüdische Friedhof der Stadt Fleißen, auf dem auch Juden aus Großloh bestattet sind. Der Friedhof wurde in den 1950er Jahren im Zuge der landwirtschaftlichen Großflächenwirtschaft beseitigt. 
Nach dem Münchner Abkommen wurde der Ort dem Deutschen Reich zugeschlagen und gehörte bis 1945 zum Landkreis Eger.
Seit 1961 wird die Gemeinde von Velký Luh durch die Pfarrei in Křižovatka betreut. Unweit des Ortes befinden sich mehrere Kaolingruben mit tiefblauem Wasser, die zum Baden genutzt werden.

### Einwohnerentwicklung
| Jahr | Einwohnerzahl |
| ---- | ------------- |
| 1869 | 534           |
| 1880 | 487           |
| 1890 | 449           |
| 1900 | 480           |
| 1910 | 458           |

| Jahr | Einwohnerzahl |
| ---- | ------------- |
| 1921 | 407           |
| 1930 | 539           |
| 1950 | 170           |
| 1961 | 184           |
| 1970 | 185           |

| Jahr | Einwohnerzahl |
| ---- | ------------- |
| 1980 | 134           |
| 1991 | 110           |
| 2001 | 124           |
| 2011 | 127           |

## Persönlichkeiten
- Paul Nickerl (1900–1939), tschechoslowakischer Politiker deutscher Nationalität